# Rémy Cabella
Rémy Cabella, född 8 mars 1990 i Ajaccio, är en fransk professionell fotbollsspelare som spelar för Lille. Han spelar som en offensiv mittfältare och har beskrivits som en snabb, smidig och kreativ mittfältare som kan spela på kanten eller bakom en anfallare.

## Tidigt liv
Cabella började sin juniorkarriär i den lokala klubben Gazélec Ajaccio innan han gick till Montpelliers ungdomsakademi vid 14 års ålder och vann 2009 års Coupe Gambardella med U-19-laget.

## Klubbkarriär

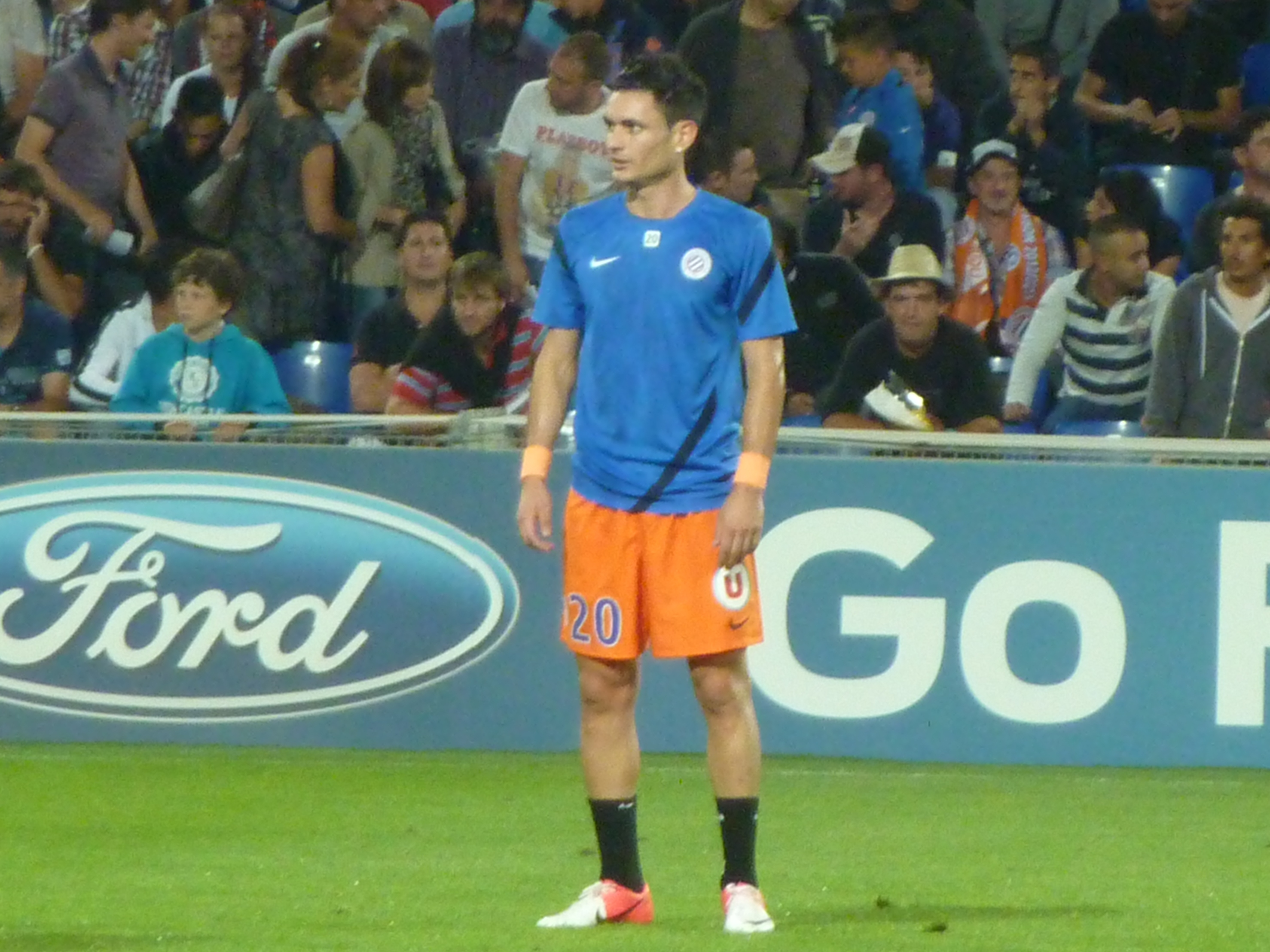
Cabella spelandes för Montpellier i Champions League

Cabella tecknat ett treårigt proffskontrakt med Montpellier i juli 2009. Han skadade korsbandet i höger knä under en träning i september och blev borta för resten säsongen.
Han skickades på lån till Arles-Avignon för säsongen 2010/2011, där han gjorde tre mål på 17 ligamatcher. Cabella tecknade en tvåårig förlängning på sitt kontrakt i januari 2012, vilket skulle hålla honom i klubben fram till 2016. I en 1-0 seger över Brest den 4 februari 2012 slog Cabella en volley på ett inlägg som träffade ryggen på hans lagkamrat Geoffrey Dernis och sedan gick in i mål. Cabella tilldelades en assist för målet. Den 11 februari 2012, i en 3-0 seger över Ajaccio, slog Cabella in en retur från Ajaccios målvakt efter ett skott från Olivier Giroud. Den 20 maj 2012 vann han och Montpellier ligan, före PSG, för första gången i klubbens historia.
I maj 2014 meddelade Cabella sin avsikt att lämna klubben under sommaren och den 13 juli presenterade Newcastle sin nya värvning då han hade skrivit på ett 6-årskontrakt.
Den 25 juli 2019 värvades Cabella av ryska Krasnodar.

## Landslagskarriär
Cabella togs ut på standby-listan för Frankrikes trupp till VM 2014. Han gjorde sin landslagsdebut den 27 maj 2014 efter att ha blivit inbytt i 80:e som ersättare för Yohan Cabaye i en vänskapsmatch mot Norge. Den 6 juni 2014 ersatte Cabella Clement Grenier som drog sig ur VM-truppen på grund av skada.

## Spelarstatistik

### Klubb
Uppdaterad 17 maj 2014.
| Lag                 | Säsong         | Liga           | Liga    | Liga | Nationell cup | Nationell cup | Ligacup | Ligacup | Europaspel | Europaspel | Totalt  | Totalt |
| Lag                 | Säsong         | Division       | Matcher | Mål  | Matcher       | Mål           | Matcher | Mål     | Matcher    | Mål        | Matcher | Mål    |
| ------------------- | -------------- | -------------- | ------- | ---- | ------------- | ------------- | ------- | ------- | ---------- | ---------- | ------- | ------ |
| Montpellier         | 2009–10        | Ligue 1        | 0       | 0    | 0             | 0             | 0       | 0       | —          | —          | 0       | 0      |
| Arles-Avignon (lån) | 2010–11        | Ligue 1        | 17      | 3    | 1             | 0             | 0       | 0       | —          | —          | 18      | 3      |
| Montpellier         | 2011–12        | Ligue 1        | 29      | 3    | 4             | 3             | 1       | 0       | —          | —          | 34      | 6      |
| Montpellier         | 2012–13        | Ligue 1        | 31      | 7    | 1             | 0             | 2       | 1       | 6          | 0          | 40      | 8      |
| Montpellier         | 2013–14        | Ligue 1        | 37      | 14   | 3             | 0             | 1       | 0       | —          | —          | 41      | 14     |
| Montpellier         | Totalt         | Totalt         | 97      | 24   | 8             | 3             | 4       | 1       | 6          | 0          | 115     | 28     |
| Totalt karriär      | Totalt karriär | Totalt karriär | 114     | 27   | 9             | 3             | 4       | 1       | 6          | 0          | 133     | 31     |

1. ↑  Framträdanden i UEFA Champions League.

### Landslag
Uppdaterad 27 maj 2014.
| Frankrike | Frankrike | Frankrike |
| År        | Matcher   | Mål       |
| --------- | --------- | --------- |
| 2014      | 1         | 0         |
| Totalt    | 1         | 0         |

## Meriter

### Montpellier
- Ligue 1 2011/2012